# Comuna Mereni, Covasna
Mereni (în maghiară Kézdialmás) este o comună în județul Covasna, Transilvania, România, formată din satele Lutoasa și Mereni (reședința). S-a desprins în 2004 din comuna Lemnia.

## Demografie
Componența etnică a comunei Mereni
     Maghiari (95,98%)
     Români (1,5%)
     Alte etnii (0,32%)
     Necunoscută (2,21%)
Componența confesională a comunei Mereni
     Romano-catolici (92,74%)
     Reformați (2,6%)
     Alte religii (2,05%)
     Necunoscută (2,6%)
Conform recensământului efectuat în 2021, populația comunei Mereni se ridică la 1.268 de locuitori, în scădere față de recensământul anterior din 2011, când fuseseră înregistrați 1.324 de locuitori. Majoritatea locuitorilor sunt maghiari (95,98%), cu o minoritate de români (1,5%), iar pentru 2,21% nu se cunoaște apartenența etnică. Din punct de vedere confesional, majoritatea locuitorilor sunt romano-catolici (92,74%), cu o minoritate de reformați (2,6%), iar pentru 2,6% nu se cunoaște apartenența confesională.

## Politică și administrație
Comuna Mereni este administrată de un primar și un consiliu local compus din 9 consilieri. Primarul, István Molnár[*], de la Uniunea Democrată Maghiară din România, este în funcție din 2004. Începând cu alegerile locale din 2024, consiliul local are următoarea componență pe partide politice:
|  | Partid                                 | Consilieri | Componența Consiliului | Componența Consiliului | Componența Consiliului | Componența Consiliului | Componența Consiliului | Componența Consiliului | Componența Consiliului | Componența Consiliului | Componența Consiliului |
|  | -------------------------------------- | ---------- | ---------------------- | ---------------------- | ---------------------- | ---------------------- | ---------------------- | ---------------------- | ---------------------- | ---------------------- | ---------------------- |
|  | Uniunea Democrată Maghiară din România | 9          |                        |                        |                        |                        |                        |                        |                        |                        |                        |

## Note

Mereni în Harta Iosefină a Transilvaniei, 1769-1773